# (6511) Furmanov
(6511) Furmanov (1987 QR11) – planetoida z pasa głównego asteroid okrążająca Słońce w ciągu 4,2 lat w średniej odległości 2,6 j.a. Odkryta 27 sierpnia 1987 roku.